# Chrysolina tagana
Chrysolina tagana é uma espécie de artrópode pertencente à família Chrysomelidae.